# Clematis connata
Clematis connata är en ranunkelväxtart som beskrevs av Dc.. Clematis connata ingår i släktet klematisar, och familjen ranunkelväxter.

## Underarter
Arten delas in i följande underarter:
- C. c. confusa
- C. c. lanceolata
- C. c. pseudoconnata
- C. c. trullifera